# François Duval
François Duval (Bélgica, 18 de Novembro de 1980) é um piloto belga de ralis. Está presente no Campeonato Mundial de Rali (WRC).

## Carreira
Começou a sua carreira como piloto de ralis a nível internacional, primeiro como piloto na prova inaugural de Super 1600, na categoria de WRC, sendo mais tarde designada de Campeonato Mundial de Rali Júnior, ao volante de um Ford Puma na época de 2001, no mesmo ano em que o piloto da Saxo e futuro companheiro de equipa Sébastien Loeb havia ganho o título.
No início da temporada de 2002, tornou-se um piloto regular do Ford Focus WRC, com a equipa M-Sport da Ford.
Na temporada de 2003, Duval teve como companheiro de equipa o novo mas experiente estoniano Markko Märtin, que juntou-se à equipa depois da partida de Colin McRae e de Carlos Sainz. Acabou por marcar pontos no seu ano de estreia no Rali de Monte Carlo, sendo mesmo "profetizado" pelo patrão da equipa Malcolm Wilson, que iria garantir o seu primeiro podium nas estradas de asfalto no Rali da Córsega desse ano. Mas devido aos poucos resultados obtidos, no final da temporada ambos trocaram de equipas.
Duval mudou-se para a Citroën com o objectivo de ganhar o título de construtores na temporada de 2005, e com vontade de fazer uma boa dupla com o recém campeão do mundo Sébastien Loeb, ao volante do Xsara WRC. Infelizmente para Duval, essa nova parceria teve um começo pouco produtivo, o que levou em dois ralis seguidos, no Rali da Turquia e no Rali da Acrópole, ser substituído pelo ídolo do belga, o antigo Bicampeão do mundo e futuro successor, Carlos Sainz.
No final de 2005, contudo, o belga reapareceu para reclamar o seu lugar na equipa. Após a tentativa inicial de regresso, conseguiu um 2º lugar no Rali da Alemanha, sendo apenas impedido de chegar à vitória pelo francês Loeb. Juntou-lhe igualmente o 2º lugar no Rali da Grã-Bretanha, tendo ficado muito abalado com o acidente fatal do navegador de Markko Märtin, Michael Park. Depois, no Rali da Austrália e após os êxitos de Loeb, Petter Solberg, Marcus Grönholm e o estreante da Škoda Colin McRae, Duval conseguiu a sua primeira vitória num rali WRC, à frente de Harri Rovanperä e de Manfred Stohl.
O futuro imediato do belga continuou pouco esclarecido, tendo o piloto mais um ano de contracto. Em 2005 e já Bicampeão Sébastien Loeb poderia continuar a fazer bons desempenhos pela equipa privada da Kronos, que tinha contrato até ao final da temporada de 2006, bem como a oportunidade de servir de piloto de testes para o novo carro da Citroën, o C4 WRC. O belga mostrou-se incapaz de manter a ligação à equipa. Teve esporádicas aparições ao volante de um Škoda Fabia WRC.
Na temporada de 2007, Duval continuou a conduzir um Xsara WRC. Tendo conseguido um 2º lugar, apenas atrás de Loeb no Rali da Alemanha em Agosto.

## Vitórias no WRC
| # | Evento               | Temporada | Co-piloto   | Carro             |
| - | -------------------- | --------- | ----------- | ----------------- |
| 1 | Rally Australia 2005 | 2005      | Sven Smeets | Citroën Xsara WRC |